# Saint-Étienne-de-Carlat
Saint-Étienne-de-Carlat (okzitanisch: Sant Estève de Capèls) ist ein französischer Ort und eine Gemeinde mit 124 Einwohnern (Stand: 1. Januar 2022) im Département Cantal in der Region Auvergne-Rhône-Alpes. Die Gemeinde gehört zum Arrondissement Aurillac und zum Kanton Vic-sur-Cère. Die Einwohner werden Stéphano-Carladésiens genannt.

## Lage
Saint-Étienne-de-Carlat gehört zur historischen Region des Carladès und liegt etwa zehn Kilometer ostsüdöstlich vom Stadtzentrum von Aurillac. Das Gemeindegebiet wird vom Flüsschen Embène und seinem Zufluss Ruisseau de Saint-Étienne durchquert. Umgeben wird Saint-Étienne-de-Carlat von den Nachbargemeinden Polminhac im Norden, Badailhac im Osten, Carlat im Süden, Vézac im Westen und Südwesten sowie Yolet im Nordwesten.

## Bevölkerungsentwicklung
| Jahr                       | 1962 | 1968 | 1975 | 1982 | 1990 | 1999 | 2006 | 2011 | 2016 |
| Einwohner                  | 174  | 145  | 111  | 108  | 105  | 115  | 119  | 137  | 136  |
| Quellen: Cassini und INSEE |      |      |      |      |      |      |      |      |      |

## Sehenswürdigkeiten
- Kirche Saint-Étienne aus dem 13. Jahrhundert, seit 1990 Monument historique